# Воєнний офіс (Велика Британія)
Воєнний офіс (англ. War Office) або Військове міністерство Великої Британії — виконавчий департамент (військове міністерство) в уряді Великої Британії, відповідальний за управління британською армією в період з 1857 до 1964 року. Воєнний офіс був еквівалентний Адміралтейству, відповідальному за Королівський флот, і (набагато пізніше) Міністерству авіації, яке контролювало Королівські ПС, очолював Державний секретар з питань війни. Назва «Військове відомство» також дано колишньому будинку департаменту, розташованому на перетині авеню Хорс-Гвардії та Вайтголла в центрі Лондона. 1 березня 2016 року ця будівля була продана урядом Об'єднаного Королівства за понад 350 мільйонів фунтів стерлінгів на умовах оренди на 250 років для переобладнання в розкішний готель та житлові апартаменти.

## Зміст
До 1855 року Воєнним офісом або Військовим відомством умовно називали офіс Воєнного секретаря (англ. Secretary at War). У XVII—XVIII століттях ряд незалежних установ і посадових осіб відповідали за різні аспекти управління британською армією. Найважливішими були головнокомандувач збройними силами, воєнний секретар і два державних секретарі; більшість військових обов'язків яких у 1794 р. було передано новому держсекретарю з питань війни. Серед інших, які виконували спеціальні функції, були контролер армійських рахунків, медична рада армії, відділ комісаріату, генеральна офіцерська рада, генеральний суддя-адвокат Збройних сил, генеральний комісар збору, генеральний військовий скарбник і (особливо щодо міліції) міністерство внутрішніх справ.
Термін Воєнний офіс спочатку використовувався для окремого офісу державного секретаря з питань війни; у 1855 році посади Військового секретаря та Державного секретаря з питань війни були об'єднані, і після цього терміни Воєнний офіс та Військове міністерство використовувалися як синоніми.
1964 році Воєнний офіс об'єднали з Адміралтейством та Міністерством авіації в міністерство оборони Великої Британії.